# 33904 Janardhanan
33904 Janardhanan è un asteroide della fascia principale. Scoperto nel 2000, presenta un'orbita caratterizzata da un semiasse maggiore pari a 2,5136287 au e da un'eccentricità di 0,0998116, inclinata di 4,36232° rispetto all'eclittica.